# Mariazellská bazilika
Mariazellská bazilika je katolický kostel v rakouském městečku Mariazell. Je unikátní radikálním spojením gotické a barokní architektury. Jde zároveň o nejvýznamnější poutní místo v Rakousku, a to díky dřevěné, pozdně románské sošce Panny Marie zvané Magna Mater Austria, jíž katoličtí věřící připisují zázračnou moc. Titul basilica minor kostelu přidělil papež Pius X. roku 1907. Gotický základ byl postaven ve 14. století. V letech 1420 a 1474 ovšem kostel vyhořel. V letech 1644-1683 proběhla obnova a přístavba v barokním slohu, návrh připravil Domenico Sciassia. Centrální gotickou věž nechal obstoupit dvěma barokními. Hlavní barokní oltář vytvořil Johann Bernhard Fischer. Každá z dvanácti postranních kaplí má rovněž vlastní barokní oltář. Varhanní konzole vytvořil vídeňský sochař Johann Wagner. Před hlavním vchodem stojí dvě sochy v životní velikosti vytvořené Balthasarem Mollem v roce 1757. Na levé straně stojí uherský a polský král Ludvík I. Veliký a vpravo český kníže a moravský markrabě Vladislav Jindřich. V roce 1992 začala generální rekonstrukce, dokončena byla roku 2007. Pouti k sošce jsou zaznamenány již ze 12. století. Habsburkové tradici posílili v rámci protireformační kampaně a dali jí i národní ráz. Poutě zakázal sice císař Josef II., ale po jeho smrti se tradice obnovila. V současnosti Mariazell navštěvuje každoročně kolem milionu poutníků.